# چهره (فیلم ۲۰۰۵)
چهره (به هندی: Chehraa) فیلمی محصول سال ۲۰۰۵ و به کارگردانی سراب شوکلا است. در این فیلم بازیگرانی همچون بیپاشا باسو، دینو مورئا، پریتی جانگیانی، عرفان خان، ایوب خان ایفای نقش کرده‌اند.